# Астрід Ліндґрен
А́стрід А́нна Емі́лія Лі́ндґрен (швед. Astrid Anna Emilia Lindgren; 14 листопада 1907, Віммербю, Швеція — 28 січня 2002, Стокгольм, Швеція) — шведська дитяча письменниця, захисниця прав дітей та тварин. Її книги перекладені понад 85 мовами та видані більше ніж у 100 країнах. Найвідоміші твори — про «Карлсона, який живе на даху» та «Пеппі Довгапанчоху».

## Життєпис

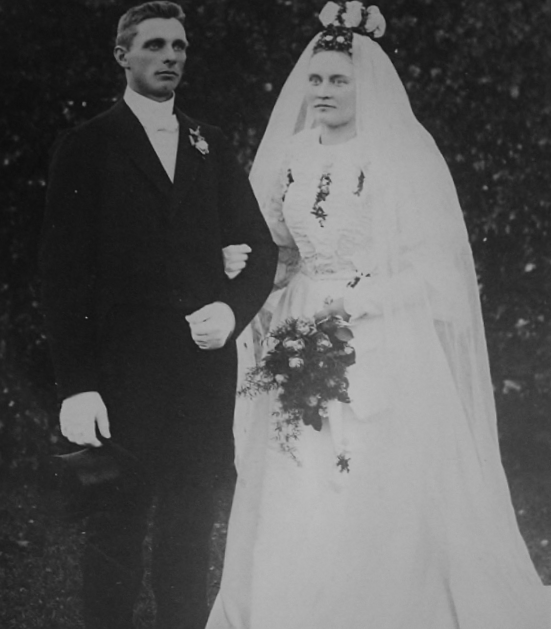
Весілля батьків Астрід (30 червня 1905)

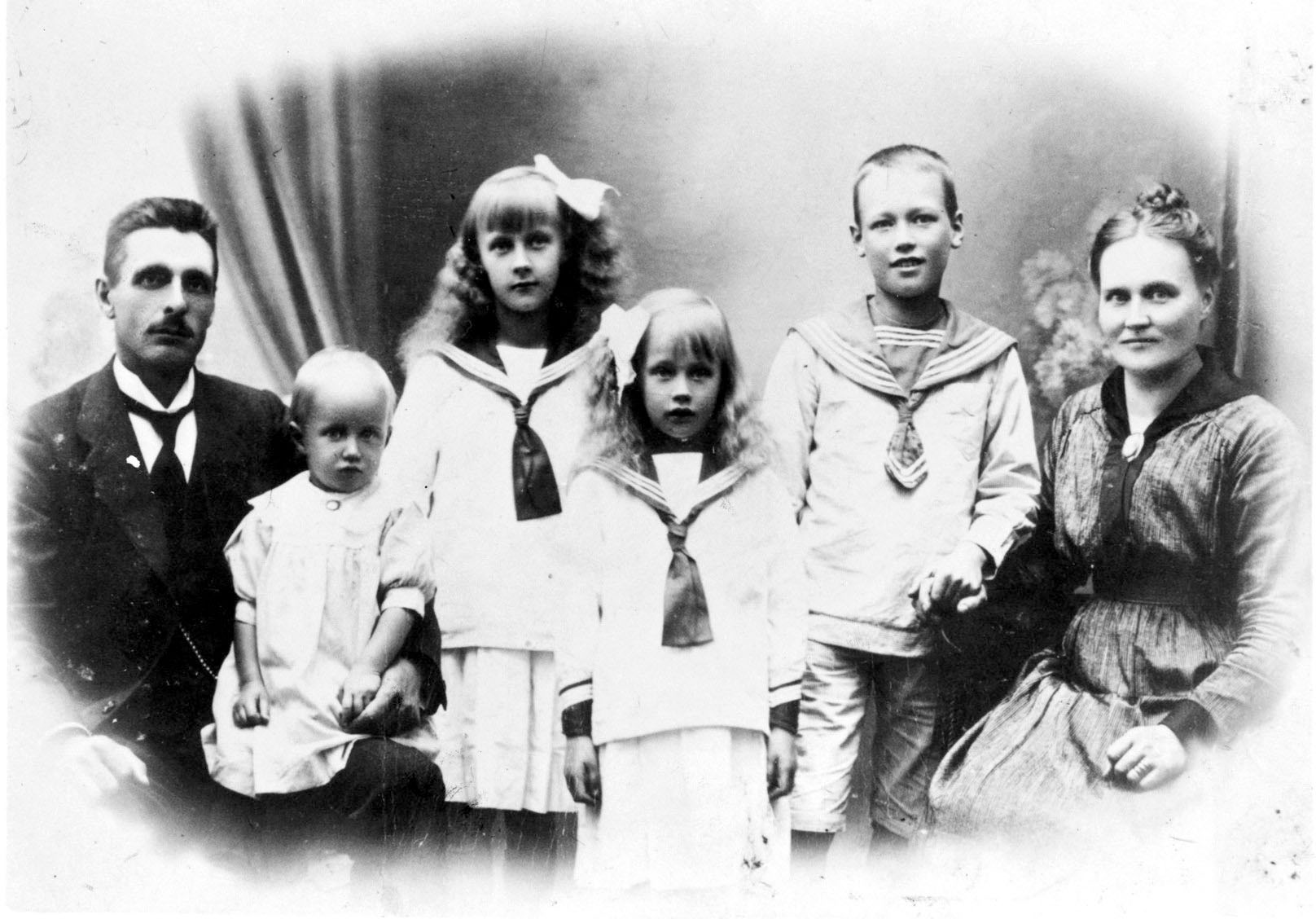
Астрід (стоїть третя зліва) з родиною

Астрід Ерікссон народилася 14 листопада 1907 року в південній Швеції, в містечку Віммербю у лені Кальмар провінції Смоланд, у фермерській родині Самуеля Августа (1875—1969) і Ганни (1879—1961) Еріксонів. Її батько займався сільським господарством на орендованій ділянці в Нессі, на самій околиці містечка. Батьки Астрід познайомилися в 1888 році на ринку, коли йому було 13, а їй 9 років. Коли Ганні виповнилося 18 (1905) — одружилися, 1906 народився старший брат Астрід Ґуннар (став членом шведського парламенту) . Астрід стала другою дитиною. Пізніше народилися дві сестри — Ганна Інґрід Стіна (1911—2002) й Інґеґерд Брітта Саломе (1916—1997). Астрід зростала в атмосфері любові, доброти, взаємної турботи, працьовитості та побожності, про що писала в біографічній повісті, присвяченій батькам, «Самуель Август з Севедсторпа і Ганна з Гюльта» (1975).
В автобіографічній збірці «Мої вигадки» (Mina påhitt, 1971), Ліндґрен зазначала, що росла у вік «коней та кабріолета». Основним засобом пересування для сім'ї був кінний екіпаж, темп життя був повільнішим, розваги — простішими, а стосунки з природою тіснішими. Такі обставини сприяли розвитку у письменниці любові до природи — цим почуттям проникнута вся творчість Ліндґрен, від ексцентричних історій про доньку капітана Пеппі Довгупанчоху до повісті про Роні, доньку розбійника.
Письменниця завжди називала своє дитинство щасливим (в ньому було багато ігор і пригод) і вказувала, що саме воно служило джерелом натхнення для її творчості. Батьки Астрід не тільки відчували глибоку прив'язаність одне до одного та до дітей, а й не соромилися виявляти її, що було великою рідкістю у той час. Про особливі відносини в сім'ї письменниця розповіла в єдиній книзі, не зверненій до дітей, — тій же «Самуель Август із Севедсторпа і Ганна з Гюльта».

### Юність

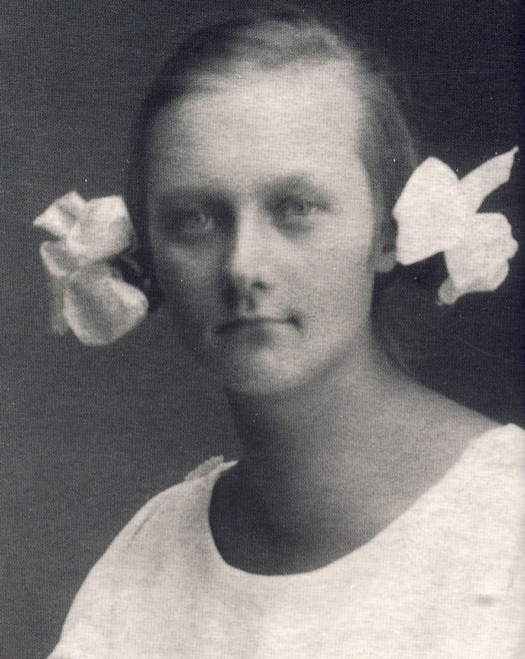
Астрід Ерікссон, 1923 рік

Після закінчення школи, у 16 років, Астрід Ерікссон почала працювати журналісткою у місцевій газеті «Wimmerby Tidningen». Але через два роки (1926), не будучи у шлюбі, вона завагітніла від головного редактора. Той запропонував шлюб, але Астрід відмовилась і, залишивши посаду молодшої репортерки, переїхала до Стокгольма. Цей крок, як згадувала потім письменниця, був найвідважнішим і найпереломнішим у її подальшому житті. Вона зняла кімнату, почала вчитися на курсах машинопису та стенографії і водночас працювала. У Стокгольмі народила сина Ларса, але через невлаштованість, бідність і зайнятість змушена була віддати його на виховання знайомій родині, яка мешкала в Копенгагені.
Хоч заробляла вона небагато, але намагалася завжди відкладати хоч якісь гроші, щоби якнайчастіше відвідувати сина в Копенгагені на вихідні. Більшість часу мусила проводити в потязі — в дорозі туди чи звідти. Працювала на кількох роботах, які залишила з різних причин, а з останньої була звільнена за те, що, не витримавши довгої розлуки із сином, поїхала в Копенгаген, нікого не попередивши.
Врешті їй вдалося забрати сина додому й залишити у своїх батьків — доки вона сама змогла його утримувати в Стокгольмі.
Астрід влаштувалася секретаркою в Королівське товариство автомобілістів, шефом якого був Стюре Ліндґрен (1898—1952). У 1931 році вони одружилися. Через три роки Астрід народила дочку Карін, яка стала перекладачкою.

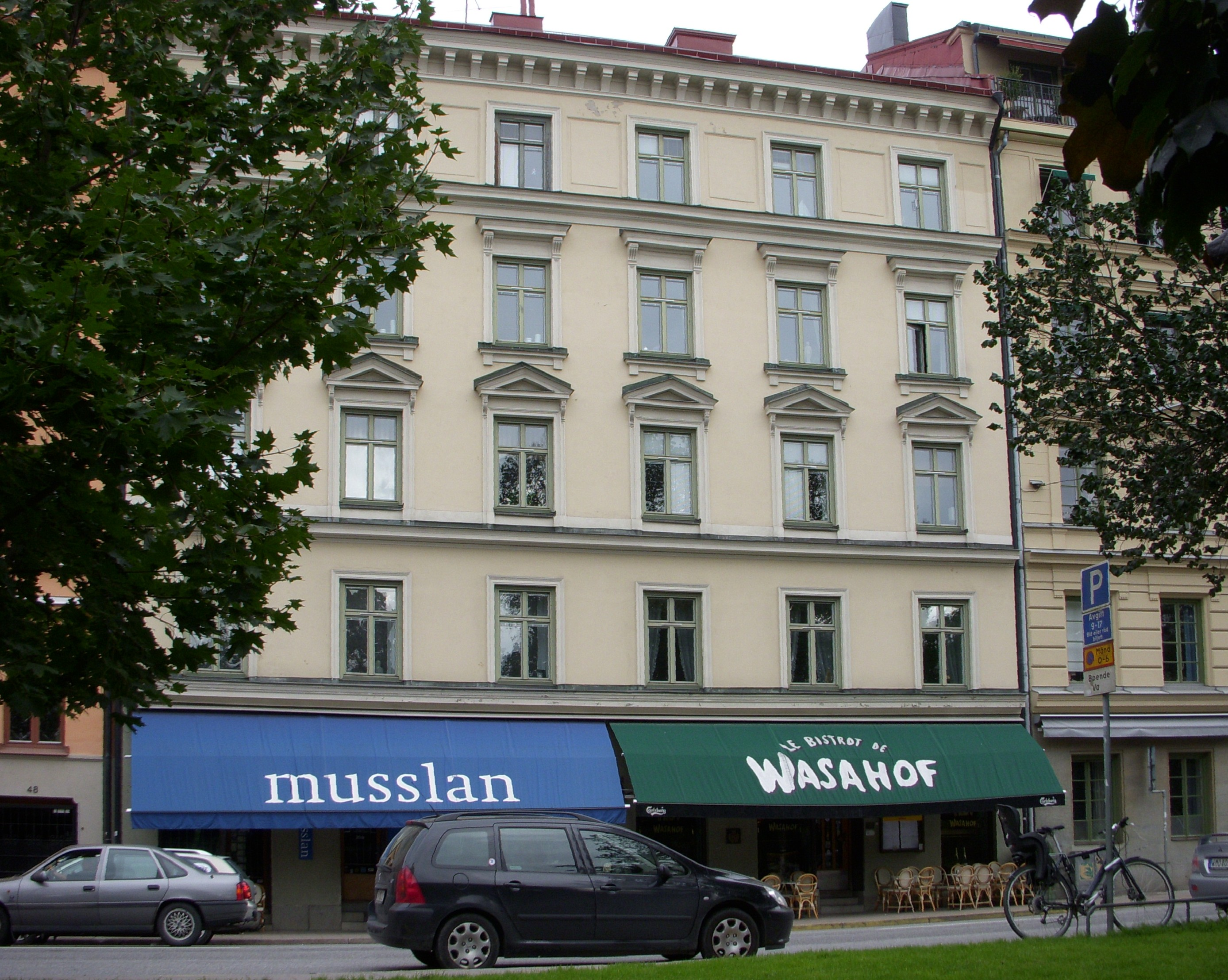
Квартира родини Ліндґрен знаходилася на другому поверсі будинку на Далагатан, 46

1961 року родина Ліндґрен поселилась у будинку, розташованому в Стокгольмі в районі Васастан у квартирі за адресою Далагатан, 46, де Астрід Ліндгрен прожила понад 60 років і померла 28 січня 2002 року.

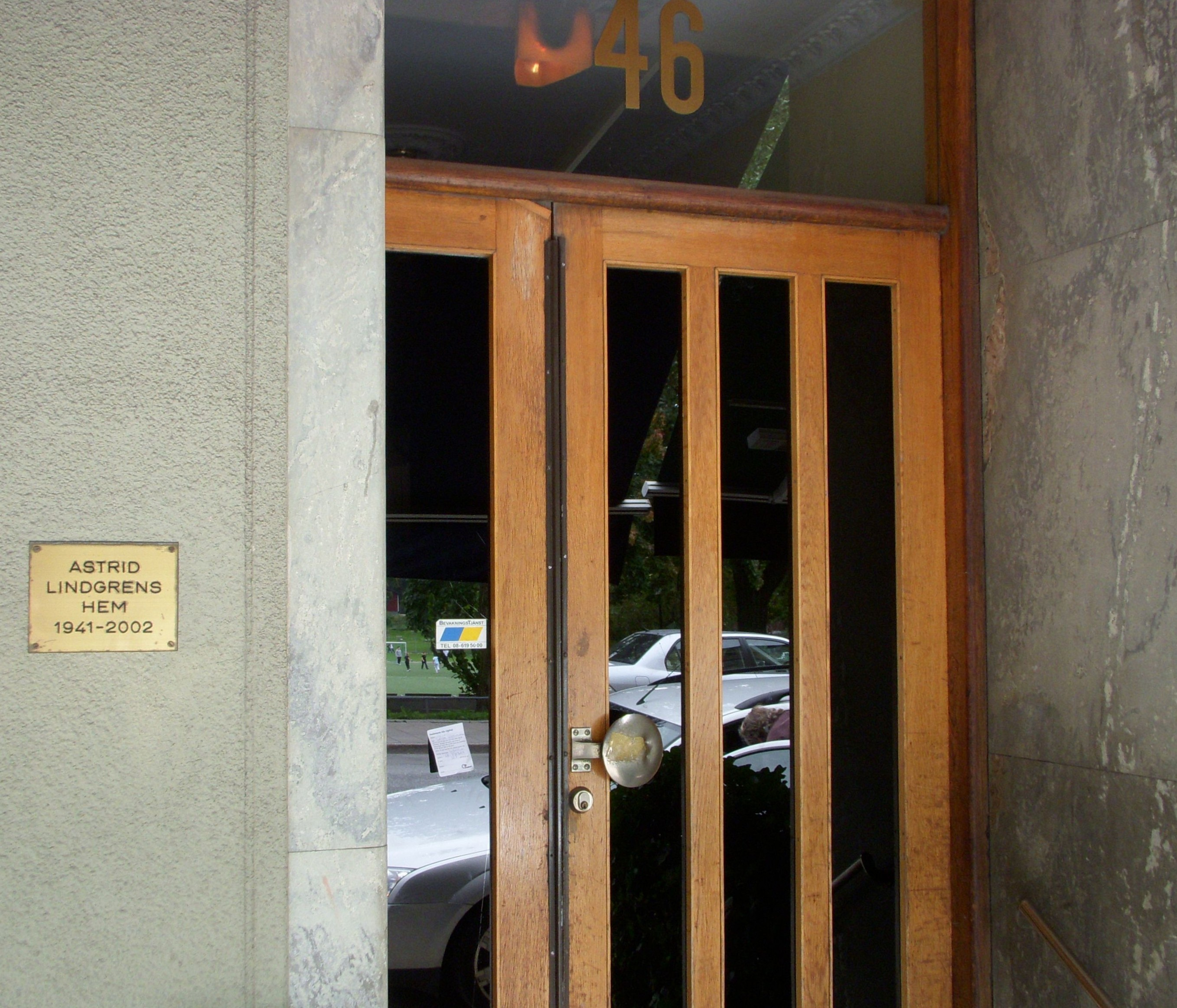
Двері в під'їзд будинку, де жила Астрід Ліндґрен

## Літературна діяльність
Астрід Ліндґрен мала веселу вдачу, багату уяву, хист до жартів і до цікавих оповідей, — ці риси вона успадкувала від батька. Вона вміло розповідала жарти, казки, історії, які чула від родини чи друзів. А любов до книг і читання, як вона говорила згодом, виникла на кухні у Крістін, з якою вона дружила. Саме Крістін прилучила Астрід до дивовижного хвилюючого світу, в який можна було потрапляти, читаючи казки. Астрід була приголомшена цим відкриттям, а пізніше і сама опанувала магію слова. Вдома її розповіді любили слухати не тільки брат і сестри, а й сусідські діти, з якими вона завше приятелювала. Не були до них байдужі й дорослі. Її здібності стали очевидними вже в початковій школі, де Астрід називали «віммербюнською Сельмою Лагерлеф», чого вона вважала, що не заслуговувала.
Набагато пізніше Астрід Ліндґрен вигадувала цікаві історії для власних дітей. 1941 року вона записала повість, яку розповідала своїй доньці, коли та хворіла, а через три роки подала її до одного з найбільших шведських видавництв. Там повість відхилили. Того ж року інше видавництво оголосило конкурс на найкращу книжку для дітей. Вона написала повість «У Бріт-Марі легшає на серці», подала рукопис на той конкурс, і він отримав другу премію. Так Астрід Ліндґрен увійшла в шведську літературу.
Через рік те ж видавництво знов оголосило конкурс, і Астрід Ліндґрен подала на нього відхилений рукопис. Він отримав першу премію. Це була «Пеппі Довгапанчоха». Книжку видали, вона мала великий успіх — на кінець XX століття її перекладено понад 60 мовами світу, зокрема й українською.
Астрід Ліндґрен створила за своє життя понад 40 повістей і стільки ж «книжок-малюнків», де тексту менше, ніж ілюстрацій, призначених для наймолодшої аудиторії. Твори Ліндґрен належать до двох груп: повісті з казковим сюжетом або такі, де дія відбувається у світі, створеному уявою дійових осіб («Пеппі Довгапанчоха», чи «Малий і Карлсон, що живе на даху», чи «Міо, мій Міо», чи «Брати Лев'яче Серце»), та реалістичні твори, такі як «Расмус-волоцюга» або три повісті про Калле Блюмквіста. Це пригодницькі твори про звичайних дітей з малого містечка: веселих, дотепних, винахідливих, часом здатних на нерозважливі вчинки, але й спроможних стати в обороні справедливості проти підступів і навіть злочинів.

## Громадська діяльність

### У соціал-демократичній партії

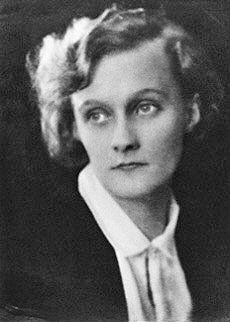
Астрід Еріксон, 1924

За роки своєї літературної діяльності Ліндґрен заробила не один мільйон крон, продаючи права на видання своїх книг та їхню екранізацію, на випуски аудіо- та відеокасет, а пізніше й компакт-дисків із записами своїх пісень чи літературних творів у власному виконанні, але зовсім не змінила свого способу життя. З 1940-х років вона жила в тій же досить скромній стокгольмській квартирі й віддавала гроші іншим. Значну частину своїх доходів вона перераховувала шведським податковим органам. І лише 1976 року, коли податок склав 102 % від її прибутку, Астрід Ліндґрен запротестувала. 10 березня того ж року вона перейшла в наступ, надіславши у стокгольмську газету «Експрессен» відкритого листа, у якому розповіла казку про вигадану Помперіпоссу з Монісманії. У тій казці для дорослих Астрід Ліндґрен стала на позицію профана чи наївної дитини (як це робив Андерсен у «Новому вбранні короля») і, скориставшись нею, викрила суспільні вади та загальну нещирість й лукавство. У рік, коли мали відбутися парламентські вибори, ця казка стала майже неприкритою, нищівною критикою бюрократизованого, самовдоволеного і стурбованого лише власними інтересами апарату шведської соціал-демократичної партії, яка була при владі 40 років підряд. Міністр фінансів Ґуннар Стренґ у парламентських дебатах знущально висловився: «Вона вміє розказувати казки, але не вміє рахувати», але у підсумку був змушений визнати свою неправоту. Ці події призвели до масштабної акції протесту, в ході якої соціал-демократи були жорстко критиковані — і за податкову систему, і за нешанобливе ставлення до Ліндґрен. Усупереч поширеній думці, ця історія не стала причиною електоральної поразки соціал-демократів. Восени 1976 року вони отримали 42,75 % голосів і 152 з 349 місць у парламенті, що було лише на 2,5 % менше, ніж на попередніх парламентських виборах 1973 року. Проте цього було досить, щоб уряд сформувала опозиційна коаліція на чолі з Турбйорном Фельдіном.
Ліндґрен, яка все свідоме життя належала соціал-демократичної партії, залишилася в її рядах й після 1976 року. Заперечувала вона передусім проти віддалення від ідеалів, які пам'ятала з часів юності. Коли її спитали, яку б життєву дорогу вона обрала, якщо б не стала відомою письменницею, вона без вагання відповіла, що хотіла би брати участь у соціал-демократичному русі раннього періоду. Цінності й ідеали цього руху відігравали — разом із гуманізмом — фундаментальну роль в характері письменниці.

### Захист тварин
Весною 1985 року, коли донька смоландського фермера публічно заговорила про знущання з сільськогосподарських тварин, до неї прислухався сам прем'єр-міністр. Ліндґрен дізналася про погане ставлення до тварин на великих фермах Швеції та інших промислових країн від Крістіни Форслунд, ветеринара й викладачки Упсальського університету. 78-річна Ліндґрен надіслала відкритого листа в найвідоміші стокгольмські видання. У листі містилася ще одна казка — про люблячу корову, яка протестує проти поганого ставлення до її родичів. Цією казкою письменниця розпочала кампанію, яка тривала три роки. У червні 1988 року був прийнятий закон про захист тварин, який отримав латинську назву «Lex Lindgren» (Закон Ліндґрен); проте самій Ліндґрен він не сподобався нечіткістю та очевидною малою ефективністю.
Як і в інших випадках, коли вона вступалася за благополуччя дітей, дорослих чи довкілля, письменниця відштовхувалася від власного досвіду і її протест був викликаний глибокими переживаннями.
Вона розуміла, що наприкінці XX століття неможливо повернутися до дрібного тваринництва, яке вона застала в дитинстві та юності на фермі батька чи сусідніх господарствах. Вона вимагала чогось більш фундаментального — поваги до тварин, адже вони також живі створіння й мають здатність відчувати.

### Антинасильство

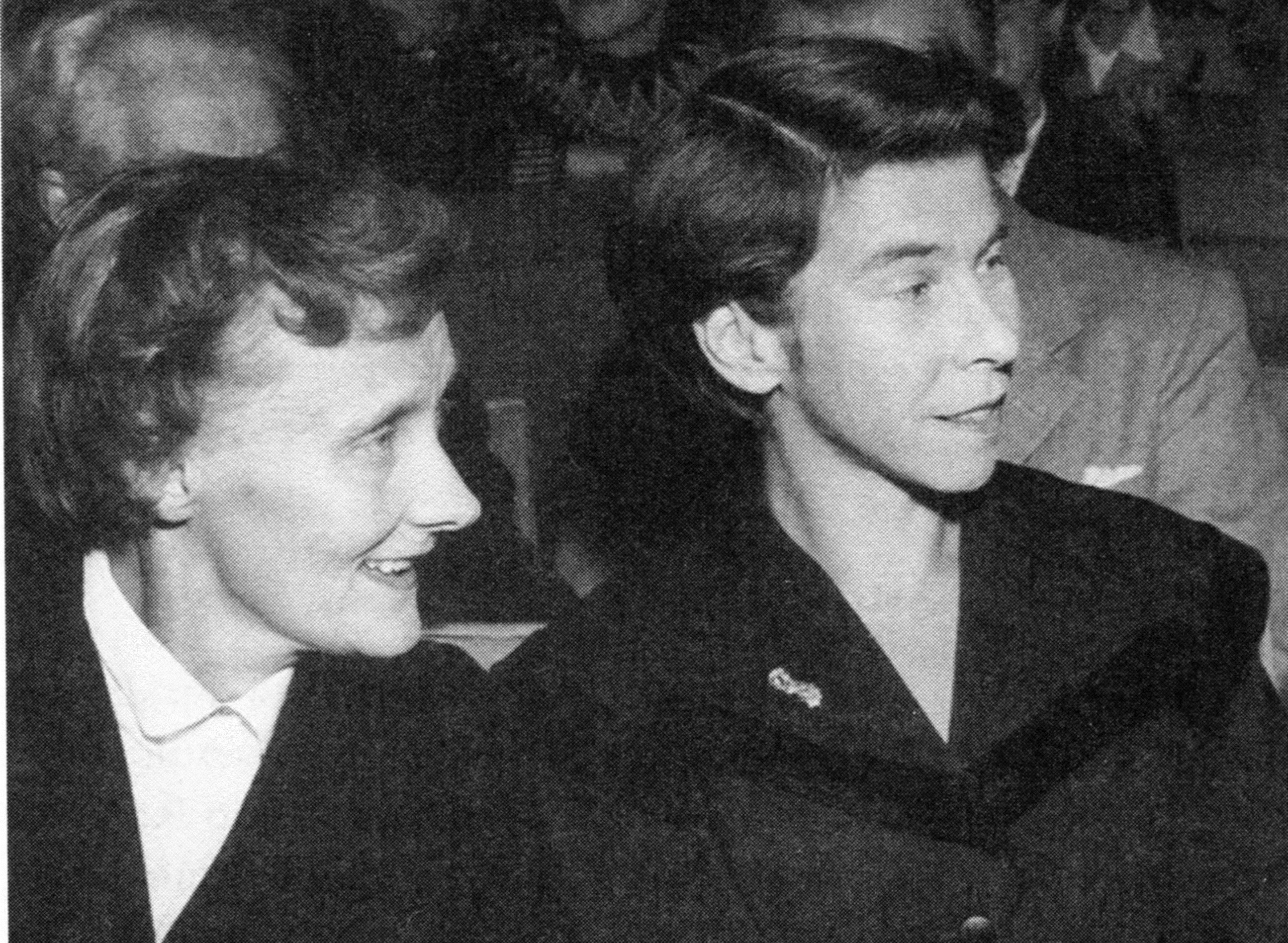
Астрід Ліндґрен та Туве Янссон у 1958 році

Глибока віра Астрід Ліндґрен у ненасильницькі методи поводження розповсюджувалася і на тварин, і на дітей. «Тільки не насильство» — так вона назвала свою промову на врученні їй у 1978 році Премії миру Союзу німецької книготоргівлі (отриману за повість «Брати Лев'яче серце» (1973) і за боротьбу за мирне співіснування й достойне життя для всіх живих істот). У тій промові Ліндґрен відстоювала свої пацифістські переконання й виступала за виховання дітей без насильства й тілесних покарань.

«Нам всім відомо, що діти, яких б'ють і з якими жорстоко обходяться, і самі будуть бити та жорстоко ставитися до своїх дітей, і тому це зачароване коло мусить бути розірване».

## Популярність і авторитет
Астрід Ліндґрен була не просто відомою письменницею, а й дуже шанованою людиною. Відомою всій країні вона стала завдяки численним виступам по радіо й телебаченню. Тисячі шведських дітей виросли, слухаючи по радіо книги Ліндґрен в авторському виконанні. Її голос, обличчя, погляди, почуття гумору були знайомі більшості шведів ще з 1950—1960-х років, коли вона вела на радіо й телебаченні різноманітні вікторини й розмовні програми. До того ж Ліндґрен завоювала публіку своїми виступами на захист такого типово шведського явища, як любов до природи й захоплення її красою.
Властиві їй прагнення до рівноправності й турботливе ставлення до людей допомагали письменниці долати бар'єри, які поставали у зв'язку з її високим становищем у суспільстві. Вона з усіма спілкувалася однаково сердечно та з повагою — чи то був шведський прем'єр-міністр, глава іноземної держави чи один з її читачів-дітей. Ліндґрен жила згідно зі своїми переконаннями, завдяки чому стала предметом захоплення й поваги, як у Швеції, так і поза її межами.

## Нагороди і відзнаки
У 1958 році Астрід Ліндґрен нагороджена медаллю Ганса Крістіана Андерсена, яку називають Нобелівською премією в дитячій літературі. Крім нагород, які присуджуються суто дитячим письменникам, Ліндґрен отримала і ряд премій для «дорослих» авторів, зокрема, засновану Данською академією медаль Карен Бліксен, медаль імені Льва Толстого, чилійську премію Габріели Містраль і шведську премію Сельми Лагерлеф. У 1969 році письменниця отримала Шведську державну премію з літератури. Її благодійницька робота була відзначена Премією миру німецької книготоргівлі за 1978 рік і медаллю Альберта Швейцера за 1989 рік (присуджується американським Інститутом покращення життя тварин). Астрід Ліндгрен є також лауреаткою Ордену усмішки.
У 1967 році на честь Астрід Ліндґрен засновано «Премію Астрід Ліндґрен», а в 2002 році — «Меморіальну премію Астрід Ліндґрен».

## Пам'ять

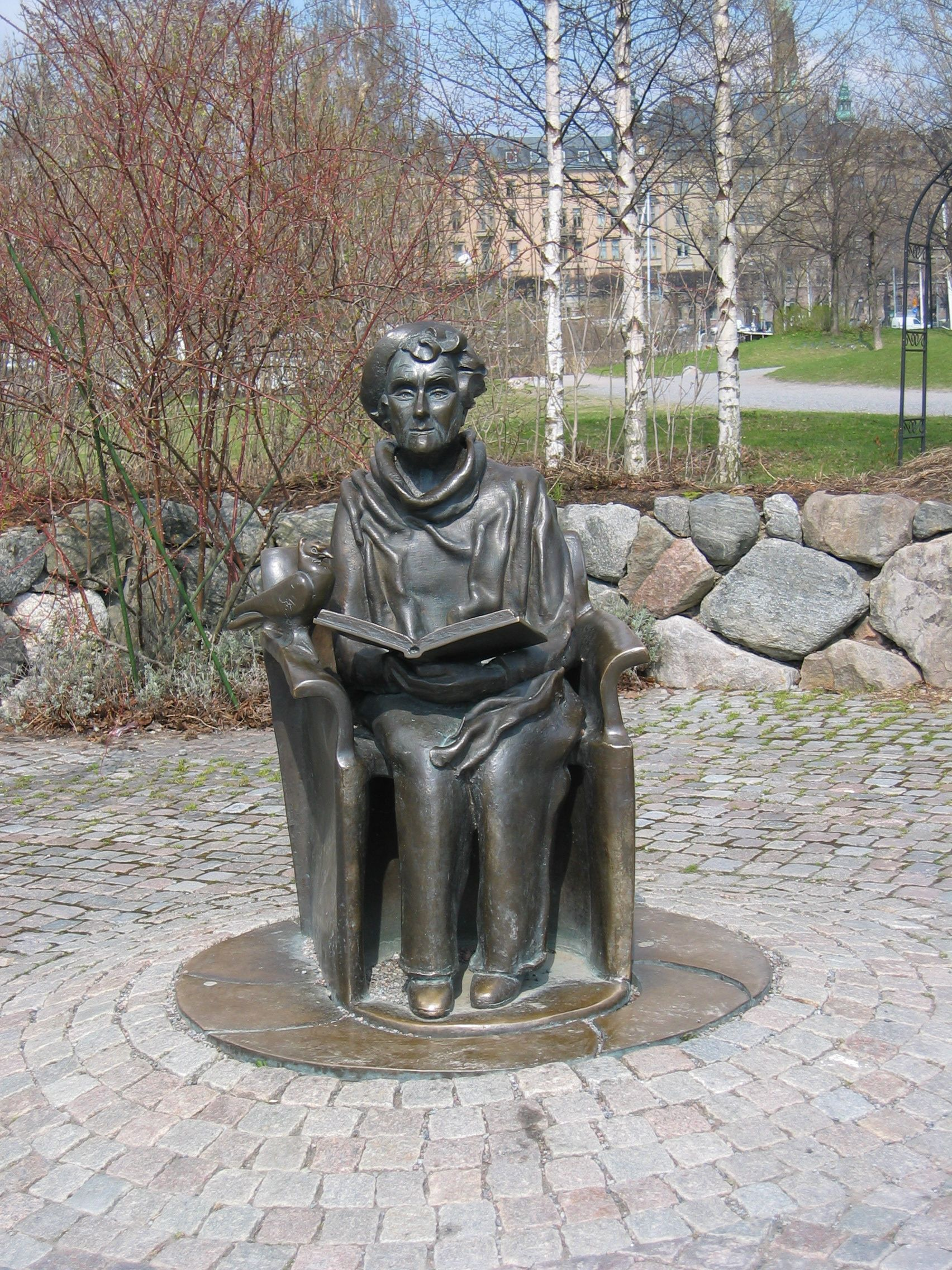
Пам'ятник письменниці в Стокгольмі

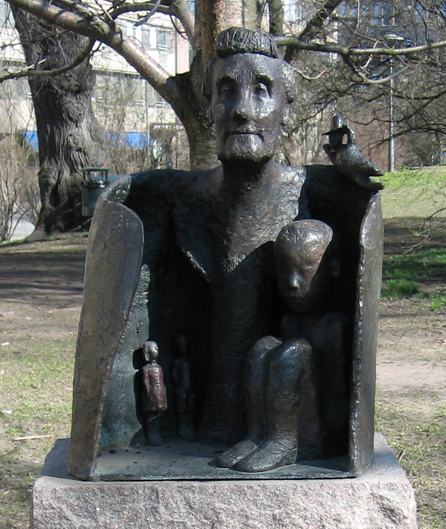
Скульптурний пам'ятник Ліндґрен у Стокгольмі (автор — Маяліза Алєксандерсон (Majalisa Alexandersons))

- Пам'ятник Астрід Ліндґрен знаходиться у місті Стокгольм.
- На честь письменниці названо астероїд 3204 Ліндґрен.
- 2018 р. вийшов фільм (біографічна драма) «Бути Астрід Ліндгрен». Режисерка — Пернілла Фішер Крістенсен. Виконавиця ролі Астрід Ліндґрен — Альба Август.

### Новели
- 1949 — У країні сутінків
- 1979 — Пеппі Довгапанчоха святкує Різдво
- 1984 — Як маленька Іда надумала побешкетувати
- 1985 — 325-а витівка Еміля
- 1986 — Чим більше, тим ліпше, — сказав Еміль з Льонеберґи
- 1987 — Ассар Міхур
- 1991 — Як Лісабет запхнула в носа горошину
- 2002 — Різдво — прекрасний винахід, сказала Медікен

### Переклади

#### Українською

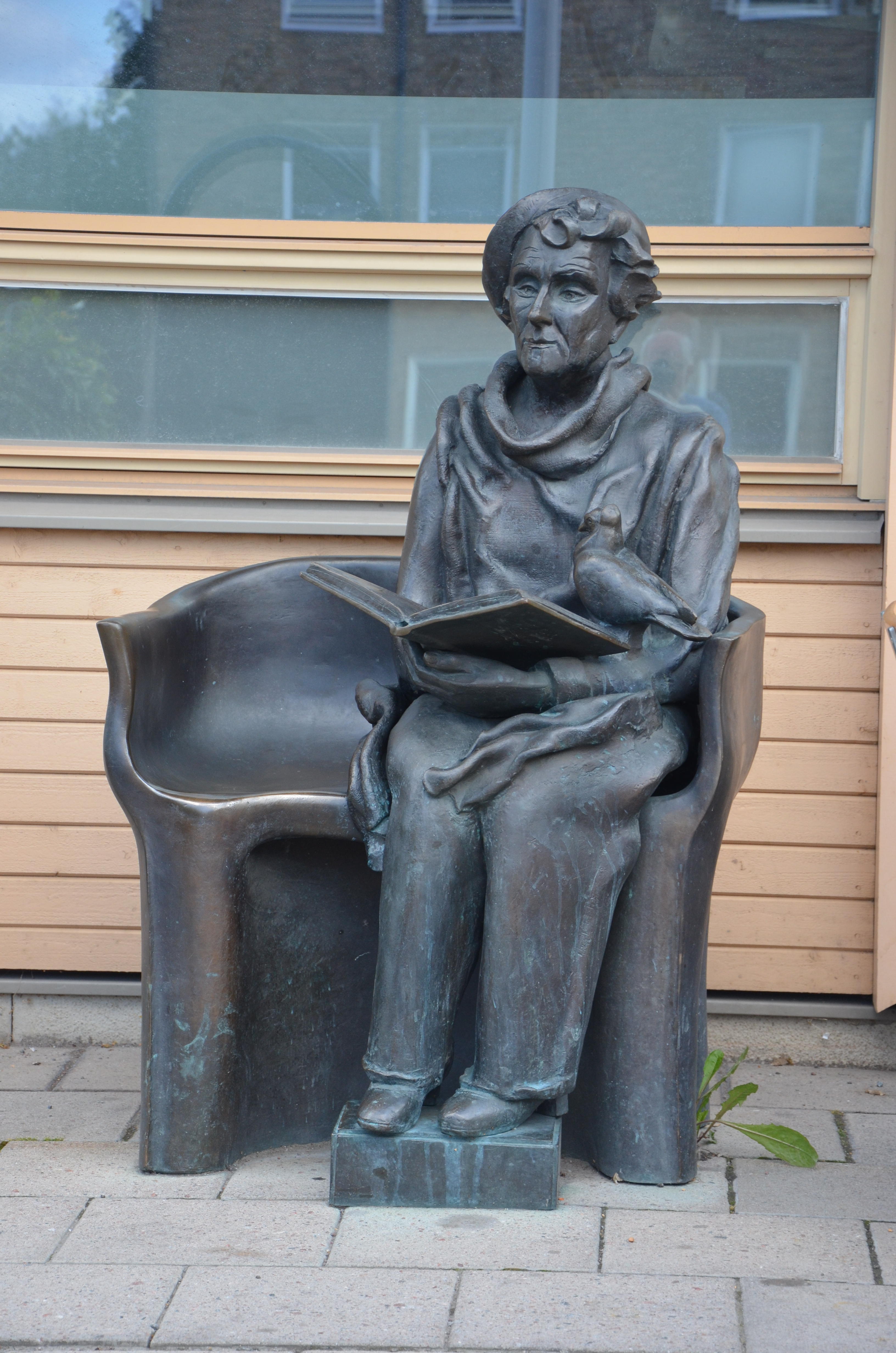
Пам'ятник Астрід Ліндґрен роботи Герти Гіллфон біля Каролінської університетської лікарні.

Перші дві повісті про детектива Блюмквіста раніше виходили українською у видавництві «Веселка». Заключна книжка трилогії — «Калле Блюмквіст і Расмус» — перекладена Ольгою Сенюк, вийшла 2003 року у видавництві «Школа». Твори «Расмус-волоцюга», «Книжка про Лотту з Бешкетної вулиці», «Пригоди Еміля з Льонеберґи», «Роня, дочка розбійника», «Домовичок Нільс Карлсон», «Сонячна галявина» українською мовою виходили у видавництві «Махаон-Україна» та «Рідна мова» (підрозділ видавництва «Махаон-Україна»).
- Астрід Ліндґрен. Малий і Карлсон, що живе на даху. Переклад зі шведської: Ольга Сенюк; малюнки: Ілун Вікланд. Київ: Дітвидав. 1963. 361 стор.
- Астрід Ліндґрен. Карлсон прилітає знову. Переклад зі шведської: Ольга Сенюк; малюнки: Ілун Вікланд. Київ: Веселка. 1965. 148 стор.
- Астрід Ліндґрен. Знаменитий детектив Блюмквіст. Переклад зі шведської: Ольга Сенюк; художник: Єва Лауреал. Київ: Веселка, 1968. 300 стор.
- Астрід Ліндґрен. Нові пригоди Карлсона, що живе на даху. Переклад зі шведської: Ольга Сенюк; малюнки: Ілун Вікланд. Київ: Веселка, 1971. 103 стор.
- Астрід Ліндґрен. Пеппі Довгапанчоха. Переклад зі шведської: Ольга Сенюк; малюнки: Ніна Котел та Ігор Вишинський. Київ: Веселка, 1977. 265 стор.
- Астрід Ліндґрен. Брати Лев'яче Серце. Переклад зі шведської: Ольга Сенюк; малюнки: Ігор Вишинський; передмова: Андрій Баканов. Київ: Веселка, 1985. 158 стор.
- Астрід Ліндґрен. Роня, дочка розбійника. Переклад зі шведської Ольги Сенюк. Худ. Лідія Голембовська. Київ, «Веселка», 1987. — 167 с.
- Астрід Ліндґрен. Пеппі Довгапанчоха. Малий і Карлсон, що живе на даху. Переклад зі шведської Ольги Сенюк. Худ. Ілун Вікланд. Київ, «Веселка», 1990. — 616 с. (Серія «Лауреати Міжнародної премії ім. Г. К. Андерсена»). ISBN 5-301-00685-1
  - Пеппі Довгапанчоха
  - Пеппі сідає на корабель
  - Пеппі Довгапанчоха в Південних морях
  - Малий і Карлсон, що живе на даху
  - Карлсон прилітає знов
  - Нові пригоди Карлсона, що живе на даху
- Астрід Ліндґрен. Міо, мій Міо. Расмус-волоцюга. Брати Лев'яче Серце. Переклад зі шведської Ольги Сенюк. Худ. Ілун Вікланд і Ерік Пальмквіст. Київ, «Веселка», 1990. — 432 с. (Серія «Лауреати Міжнародної премії ім. Г. К. Андерсена»). ISBN 5-301-00684-3
  - Міо, мій Міо
  - Расмус-волоцюга
  - Брати Лев'яче Серце
- Астрід Ліндґрен. Пеппі Довгапанчоха. Переклад зі шведської: Ольга Сенюк; малюнки: Вікторія Ковальчук. Львів: Манускрипт, 1996. 165 стор. ISBN 5-7707-9808-4
  - Пеппі Довгапанчоха, стор. 5-58
  - Пеппі сідає на корабель, стор. 59-110
  - Пеппі Довгапанчоха в Південних морях, стор. 111—162
- Астрід Ліндґрен. Малий і Карлсон, що живе на даху: повість-казка. Переклад зі шведської: ?; малюнки: Олександр Коваль. Київ: «Альтернативи», 1997. 48 стор.
- Астрід Ліндґрен. Знаменитий детектив Блюмквіст. Переклад зі шведської: Ольга Сенюк. Худ. Вікторія Дунаєва. Київ, «Школа», 2004. — 431 с. ISBN 966-661-171-6
  - Детектив Блюмквіст здобуває славу
  - Детектив Блюмквіст ризикує
  - Калле Блюмквіст і Расмус
- Астрід Ліндґрен. Роня, дочка розбійника. Переклад зі шведської Ольги Сенюк. Худ. Азат Мінікаєв. Київ, «Махаон-Україна», 2009. — 232 с. ISBN 978-611-526-059-1[14]
- Астрід Ліндґрен. Роня, дочка розбійника. Переклад зі шведської Ольги Сенюк. Худ. Азат Мінікаєв. Київ, «Махаон-Україна», 2015. — 160 с. ISBN 978-617-7200-82-5[15]
- Астрід Ліндґрен. Пригоди Еміля з Льонеберґи. Переклад зі шведської Ольги Сенюк. Худ. Наталія Кучеренко. Київ, «Рідна мова», 2010. — 232 с. ISBN 978-966-917-067-5[16]
- Астрід Ліндґрен. Пригоди Еміля з Льонеберґи. Переклад зі шведської Ольги Сенюк. Худ. Наталія Кучеренко. Київ, «Махаон-Україна», 2010. — 232 с. ISBN 978-966-605-641-5[17]
  - Пригоди Еміля з Льонеберґи
  - Нові витівки Еміля з Льонеберґи
  - Ще живе Еміль у Льонеберзі
  - Звичайні дні в Емілевому житті
- Астрід Ліндґрен. Книжка про Лотту з Бешкетної вулиці. Переклад зі шведської Галини Кирпи. Худ. Олександр Продан. Київ, «Махаон-Україна», 2010. — 96 с. ISBN 978-617-526-219-1
  - Діти з Бешкетної вулиці[18]
  - Лотта з Бешкетної вулиці
- Астрід Ліндґрен. Домовичок Нільс Карлсон. Переклад зі шведської Галини Кирпи. Худ. Катерина Міщук. Київ, «Махаон-Україна», 2010. — 112 с. ISBN 978-617-526-158-3
  - Домовичок Нільс Карлсон
  - У Країні Сутінків
  - Петер і Петра
  - Весела Зозулька
  - Мірабель
  - Травнева ніч
  - Принцеса, якій нічим не хотілося бавитись
  - Люба Моя Сестра
  - Розбійників у лісі немає!
- Астрід Ліндґрен. Карлсон, Пеппі та інші. Переклад зі шведської Ольги Сенюк; оформлення палітурки: О. Лінник; малюнки: Л. Карапетян, І. Ван Німан, В. Дунаєва, С. Желізняк, А. Савченко. Київ: Національний книжковий проект, 2010. 656 стор. ISBN 978-617-592-065-7 (Серія: Шедевр літератури для дітей)[19]
  - Андерсен наших днів (передмова), стор. 3-4
  - Малий і Карлсон, що живе на даху (трилогія, переклад О. Сенюк)
    - Малий і Карлсон, що живе на даху (роман, переклад О. Сенюк), стор. 7-92
    - Карлсон прилітає знову (роман, переклад О. Сенюк), стор. 93-178
    - Нові пригоди Карлсона, що живе на даху (роман, переклад О. Сенюк), стор. 179—260

  - Пеппі Довгапанчоха (цикл, переклад О. Сенюк)
    - Пеппі Довгапанчоха (роман, переклад О. Сенюк), стор. 263—328
    - Пеппі сідає на корабель (роман, переклад О. Сенюк), стор. 329—388
    - Пеппі Довгапанчоха в південних морях (роман, переклад О. Сенюк), стор. 389—446

  - Брати Лев'яче серце (роман, переклад О. Сенюк), стор. 447—562
  - Міо, мій Міо! (роман, переклад О. Сенюк), стор. 563—646
  - Т. Щегельська. Жива легенда (післямова), стор. 647—650
- Астрід Ліндґрен. Сонячна галявина. Переклад зі шведської Галини Кирпи. Худ. Кость Лавро. Київ, «Махаон-Україна», 2011. — 80 с. ISBN 978-617-526-311-2[20]
  - Сонячна галявина
  - Грає моя липа, щебече соловейко
  - Гух-гух-гух…
  - Лицар Нільс із Діброви
- Астрід Ліндґрен. Діти з Гамірного. Переклад зі шведської Ольги Сенюк. Худ. Катерина Дудник. Київ, «Махаон-Україна», 2012. — 256 с. ISBN 978-617-526-584-0
  - Ми всі з хутора Гамірного
  - Ще про нас, дітей із Гамірного
  - У Гамірному дуже весело
- Астрід Ліндґрен. Мадікен. Переклад зі шведської Галини Кирпи. Худ. Наталія Демидова. Київ, «Рідна мова», 2017. — 184 с. ISBN 978-966-917-273-0
- Астрід Ліндґрен. Мадікен і Манюня. Переклад зі шведської Галини Кирпи. Худ. Наталія Демидова. Київ, «Рідна мова», 2017. — 240 с. ISBN 978-966-917-307-2
- Астрід Ліндґрен. Мадікен. Частина 1. Переклад зі шведської Галини Кирпи. Худ. Наталія Демидова. Київ, «Рідна мова», 2017. — 120 с. ISBN 978-966-917-120-7
- Астрід Ліндґрен. Мадікен. Частина 2. Переклад зі шведської Галини Кирпи. Худ. Наталія Демидова. Київ, «Рідна мова», 2017. — 80 с. ISBN 978-966-917-137-5
- Астрід Ліндґрен. Мадікен. Частина 3. Переклад зі шведської Галини Кирпи. Худ. Наталія Демидова. Київ, «Рідна мова», 2017. — 120 с. ISBN 978-966-917-145-0
- Астрід Ліндґрен. Мадікен і Манюня. Книжка 2. Мамин день народження (частина 1). Переклад зі шведської Галини Кирпи. Худ. Наталія Демидова. Київ, «Рідна мова», 2017. — 144 с. ISBN 978-966-917-292-1

## Образ у літературі
Дитячі роки Астрід описані в книгах для дітей:
- «Ірина Хомин про Карла Гаусса, Астрід Ліндґрен, Ніколо Паганіні, Каміллу Клодель, Ван Гога, Соломію Крушельницьку» / І. Хомин. — Київ : Грані-Т, 2008. — 135 с. — (Серія «Життя видатних дітей»). — ISBN 978-966-2923-77-3. — ISBN 978-966-465-165-0
- «Лариса Денисенко про Анжеліну Ісідору Дункан, Максима Рильського, Ігора Стравінського, Астрід Ліндґрен, Джонні Хрістофера Деппа ІІ» / Л. Денисенко. — К. : Грані-Т, 2008. — 128 с.: іл. — (Серія «Життя видатних дітей»). — ISBN 978-966-2923-77-3. — ISBN 978-966-465-188-9